# Klintzkopf
Le Klintzkopf est le cinquième sommet du massif des Vosges avec 1 329 mètres d'altitude.
Il fait partie d'une zone naturelle protégée, faune et flore remarquable, dont l'accès est autorisé du 1er juillet au 30 novembre. La montagne est le siège de la plus haute forêt d'Alsace et du massif des Vosges. Son accès est exclusivement pédestre depuis la route des Crêtes. Elle offre un point de vue remarquable sur la partie sud du massif.

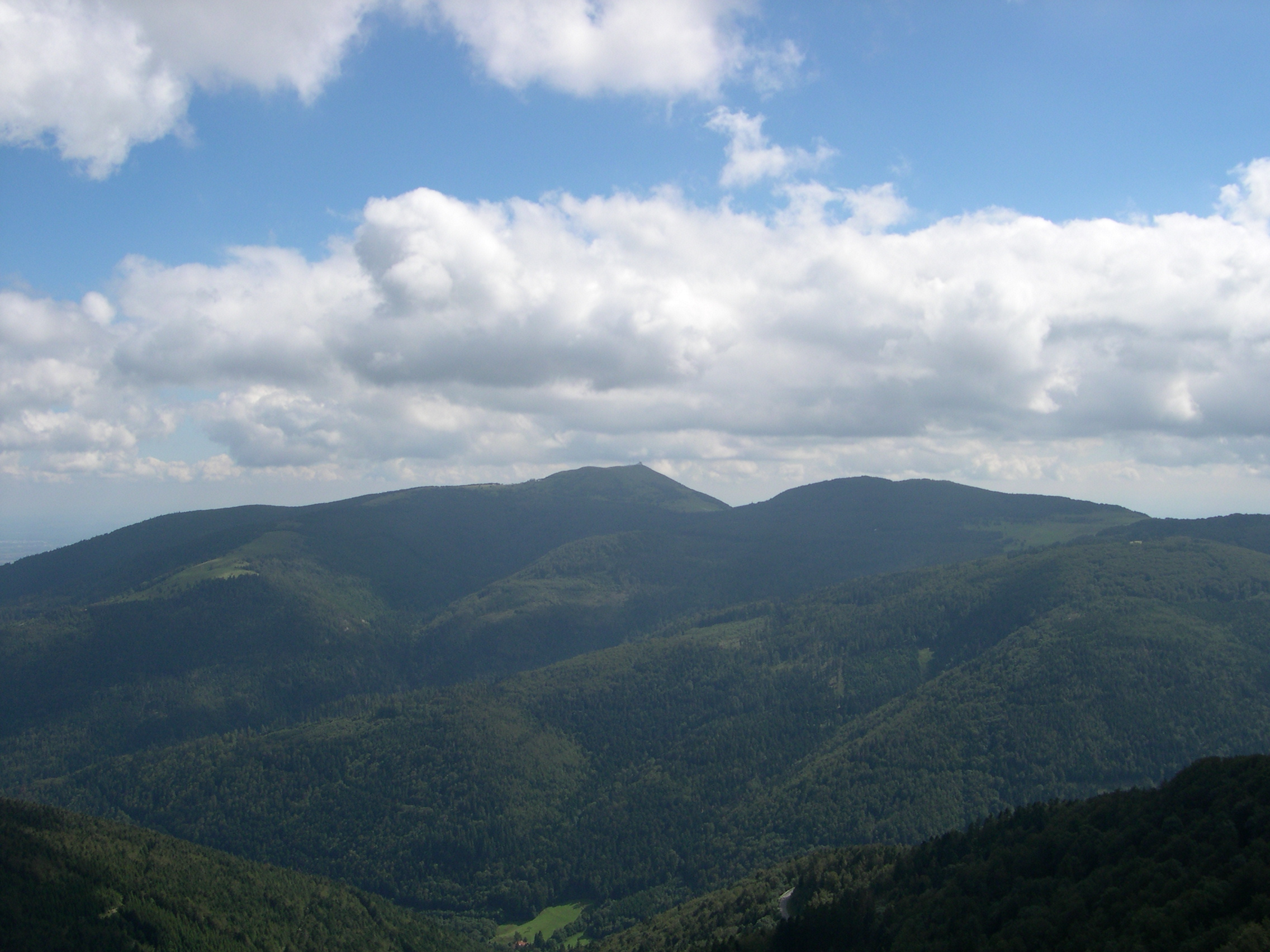
Vue panoramique depuis le sommet